# Последний изгой
«Последний изгой» (англ. The Last Outlaw) — американский телефильм 1993 года (название также можно перевести как «Отверженный»), главные роли в котором исполнили Микки Рурк и Дермот Малруни.

## Сюжет
1873 год. На Диком Западе, после войны севера и юга банда южан под предводительством полковника Грэффа из-за мести грабит банки северянНапоровшись на засаду при ограблении очередного банка, бандиты решают уехать в Мексику. За ними следует погоня во главе с шерифом и владельцем банка. Главарь Грэфф решает избавиться от раненого члена банды, Юстас вступается за друга. В конце концов Грэфф, недовольный задержкой решает пристрелить раненого. Юстас стреляет в Грэффа, и тот падает с коня. Банда продолжает свой путь, но Грэфф, очнувшись, оказывается в руках преследователей. Он обещает помочь настичь беглецов и вернуть украденные деньги. В суматохе, во время боя у реки Грэфф незаметно убивает шерифа. Среди преследователей разгорается спор, в результате которого погибает банкир и половина их состава. Тем временем Грэфф, используя свои лидерские качества, легко завоевывает авторитет среди оставшихся корыстолюбцев и возглавляет преследование. Продолжая погоню, Грэфф вынуждает Юстаса стать таким же жестоким главарем банды, каким был он (Грэфф). Когда до границы с Мексикой осталось лишь переплыть реку, Грэфф убивает последнего спутника Юстаса. Юстас, понимая, что ему не уйти от Грэффа, решает принять бой. Он убивает спутников Грэффа, оставив последнюю пулю для него, и сам раненый переправляется в Мексику.

## В ролях
| Актёр          | Роль  |
| -------------- | ----- |
| Микки Рурк     | Грэфф |
| Дермот Малруни | Юстас |
| Стив Бушеми    | Фило  |
| Тед Ливайн     | Поттс |
| Джон Макгинли  | Уиллс |